# Primera División de Uruguay 1953
Liga Profesional de Primera División 1953 var den 51:a säsongen av Uruguays högstaliga i fotboll, och 22:a säsongen som ligan spelades på professionell nivå. Ligan spelades som ett seriespel där samtliga lag mötte varandra vid två tillfällen. Totalt spelades 90 matcher med 290 gjorda mål.
Peñarol vann sin 21:a titel som uruguayanska mästare.

## Deltagande lag
10 lag deltog i mästerskapet, samtliga från Montevideo.

## Resultat
| Nr | Lag                  | S  | V  | O | F  | GM | IM | MS  | P  |
| -- | -------------------- | -- | -- | - | -- | -- | -- | --- | -- |
| 1  | Peñarol              | 18 | 15 | 2 | 1  | 59 | 13 | +46 | 32 |
| 2  | Nacional             | 18 | 9  | 7 | 2  | 34 | 21 | +13 | 25 |
| 3  | Rampla Juniors       | 18 | 9  | 4 | 5  | 30 | 21 | +9  | 22 |
| 4  | River Plate          | 18 | 7  | 5 | 6  | 28 | 31 | −3  | 19 |
| 5  | CA Defensor          | 18 | 6  | 6 | 6  | 32 | 34 | −2  | 18 |
| 6  | Danubio              | 18 | 5  | 6 | 7  | 25 | 25 | 0   | 16 |
| 7  | Liverpool            | 18 | 5  | 5 | 8  | 27 | 33 | −6  | 15 |
| 8  | Montevideo Wanderers | 18 | 5  | 5 | 8  | 26 | 35 | −9  | 15 |
| 9  | Cerro                | 18 | 4  | 4 | 10 | 14 | 31 | −17 | 12 |
| 10 | Central FC           | 18 | 2  | 2 | 14 | 15 | 46 | −31 | 6  |